# Bernard Paul
Pour les articles homonymes, voir Paul.
Bernard Paul est un réalisateur et scénariste français, né le 14 mars 1930 à Paris, où il est mort le 5 décembre 1980. Il était le compagnon de l'actrice Françoise Arnoul.

## Biographie
Bernard Alexandre Paul (de son nom complet) poursuit des études en mathématiques supérieures puis, après sa formation à l'IDHEC, il fait ses armes en tant que conseiller technique ou assistant auprès de réalisateurs emblématiques comme Jean Giono (Crésus, 1960), René Clément (Les Félins, 1964) et surtout Costa-Gavras avec lequel il noue une profonde amitié. Il le seconde notamment dans Compartiment tueurs (1965) et Un homme de trop (1967). En 1964, sur le tournage de Compartiments tueurs, Bernard Paul rencontre l’actrice Françoise Arnoul qui y participe amicalement et c’est le coup de foudre. 

### Le Temps de vivre
Communiste, il cherche à réaliser un documentaire sur la situation au Viêt Nam, projet ambitieux pour un premier film qui reste sans suite. Il travaille alors pendant trois ans à un autre projet qui voit le jour en 1968 grâce à l’avance sur recette et à une production en coopérative : c’est Le Temps de vivre dans lequel Bernard Paul met en scène la vie d'ouvriers, souvent délaissés au cinéma. Il porte un regard réaliste, ni condescendant, ni complaisant, sur un monde qu’il connaît bien, lui-même ayant durement gagné sa fonction de cinéaste, sacrifice de ses parents à l’appui. Françoise Arnoul se dévoue à l’homme qu’elle admire, en mettant même sa carrière en sourdine pour l'assister. Si le film fait une sortie discrète en 1969, il reste à l’affiche pendant six mois et, après un tour de la France sociale, il entame un tour d’Europe de l'Est et fait une incursion en Russie soviétique où il est primé.

### De Vailland à Sarcelles
Bernard Paul réalise ensuite Beau masque en 1972 d’après le roman de Roger Vailland, toujours son regard d’ethnologue et d’humaniste sur la condition ouvrière, ses luttes, mais aussi ses amours. C’est d’ailleurs ce dernier aspect que le public retiendra de ce film qui n'obtiendra pas beaucoup de succès. Bernard Paul ne désarme pas pour cela et, pour son film suivant, en 1977, il pose sa caméra entre les HLM de Sarcelles pour filmer, avant la lettre, le malaise des banlieues et les lendemains sans grand espoir de leurs modestes habitants. C’est Dernière sortie avant Roissy qui n’aura pas non plus une grande audience malgré une belle distribution.

### Toujours plus loin
Bernard Paul songe à faire un film sur les scandales pétroliers. Entre-temps, il s’associe avec le réalisateur Jérôme Kanapa, pour tourner Histoire d’aller plus loin (1978), un documentaire sur la métallurgie qui se meurt dans l’est de la France.
Malheureusement, le temps de vivre de Bernard Paul s’achève à la fin de l'année 1980, lorsqu'il meurt d'un cancer, après 16 ans de vie commune avec Françoise Arnoul. Il laisse à la postérité son précieux triptyque social, l’authentique témoignage d'un humaniste qui était en parfaite adéquation avec son engagement politique.

## Filmographie

### Réalisation et scénario
- 1969 : Le Temps de vivre
- 1972 : Beau masque
- 1977 : Dernière sortie avant Roissy

### Coréalisation
- 1975 : Histoire d'aller plus loin, documentaire coréalisé avec Jérôme Kanapa
- 1975 : L'Adhésion, court métrage mi-fiction mi-documentaire coréalisé avec Christiane Lack, Jean-André Fieschi, Gilberto Azevedo, Alix Comte, Elysabeth Prouvost

### Assistant à la réalisation
- 1956 : Pitié pour les vamps de Jean Josipovici
- 1956 : Le Sang à la tête de Gilles Grangier
- 1957 : Jusqu'au dernier de Pierre Billon
- 1957 : Le Triporteur de Jacques Pinoteau
- 1958 : En bordée de Pierre Chevalier
- 1958 : Le Sicilien de Pierre Chevalier
- 1959 : L'Auberge en folie de Pierre Chevalier
- 1960 : Le Cercle vicieux de Max Pécas
- 1960 : Crésus de Jean Giono
- 1961 : Les Nouveaux Aristocrates de Francis Rigaud
- 1963 :  D'où viens-tu Johnny ? de Noël Howard
- 1964 : Les Félins de René Clément
- 1964 : L'Enfer d'Henri-Georges Clouzot
- 1965 : Fifi la plume d’Albert Lamorisse
- 1965 : Compartiment tueurs de Costa-Gavras
- 1967 : Un homme de trop de Costa-Gavras
- 1979 : Clair de femme de Costa-Gavras=

### Conseiller technique
- 1962 : Et Satan conduit le bal de Grisha Dabat
- 1963 : Les Grands Chemins de Christian Marquand

### Acteur
- 1965 : Psycho a Go-Go (en) d’Al Adamson
- 1965 : Compartiment tueurs de Costa-Gavras
- 1967 : Un homme de trop de Costa-Gavras
- 1978 : En l'autre bord de Jérôme Kanapa